# Leonie Menzel
Leonie Menzel, född den 19 maj 1999 i Mettmann, är en tysk roddare.

## Karriär
Leonie Menzel tog brons tillsammans med de tyska damerna i scullerfyra vid olympiska sommarspelen 2024 i Paris.